# Dorking (hønserace)
Dorking er en tung hønserace, som stammer fra England.
Dorking stammer sandsynligvis fra høns som romerne tog med sig til England i 54 f. kr. Den er opkaldt efter et engelsk grevskab. Den er måske en af verdens bedste hønseracer, når det gælder kødproduktion. Kroppen er stor og fyldig, og det er en af de tungeste racer, som findes. Kødet er hvidt og af høj kvalitet. Dorking er en god æglægger, og den ruger gerne kyllinger ud. Dorking er rolig og besindig af natur og nem at tæmme. Den trives ikke i et fugtigt og koldt klima, og den store kam er specielt følsom overfor kulde. Dorking er blevet brugt til å fremavle Faverolles og Sussex. Dværgvarianten stammer også fra England. Æggene er hvide og vejer 55 gram (35 gram for dværg). Hanen vejer 4,5–6 kg og hønen3–4,5 kg. For dværgenes vedkommende vejer hanen 1 kg og hønen 900 gram. Dorking har ydermere 5 tæer ligesom Faverolles.

## Farvevariationer
- Hvid
- Gråstribet
- Sølvgrå
- Mørkegrå
- Rød